# Један човек - једна песма (филм)
Један човек - једна песма је југословенски филм из 1971. године. Режирао га је Здравко Шотра, а сценарио је писао Милош Николић.

## Улоге
| Глумац                    | Улога |
| ------------------------- | ----- |
| Драган Антић              |       |
| Милена Дравић             |       |
| Нада Кнежевић             |       |
| Десанка Максимовић        |       |
| Лола Новаковић            |       |
| Мира Ступица              |       |
| Сенка Велетанлиц-Петровић |       |
| Аница Зубовић             |       |